# Tatiana Ortiz
Tatiana Ortiz (n. 12 ianuarie 1984, Ciudad de México, Mexic) este o săritoare în apă ce a reprezentat Mexic, medaliată olimpică. A participat la o ediție a Jocurilor Olimpice (2008) în care a câștigat o medalie de bronz.